# Церковь Петра и Павла (Богураев)
Церковь Петра и Павла (также Петропавловская церковь) — церковь на территории хутора Богураев Белокалитвенского района Ростовской области России.
Находится на улице Центральной, 46.

## История
В 1703 году в месте, где происходит слияние Северского Донца, Быстрой, Калитвы и реки Лихая стали селиться казаки. Этот населённый пункт стал называться станица Усть-Белокалитвинская. Практически в это же время здесь была построена деревянная церковь. В 1732 году храм сгорел, его отстраивали. Так как численность населения и количество домов в станице Усть-Белокалитвинской постепенно стало увеличиваться, то храм просто не мог всех вместить. Было принято решение построить каменный храм намного больших размеров в другом месте.
В 1905 году старое здание церкви купили казаки, разобрали, перевезли в хутор Богураев и вновь собрали. Для строительства использовались французские кирпичи, а раствор для строительных целей делали их куриных яиц — это делало строение более крепким. В 1903 году при Церкви Петра и Павла была открыта церковно-приходская школа.
После Октябрьской революции, в 1930-х годах храм подвергся разорению. Открылся во время Великой Отечественной войны. Уцелел в советское время — в 1960-х — 1970-х годах храм был единственным действующим в Белокалитвинском районе.
Престольный праздник Петропавловская церковь, расположенная на хуторе Богураев, отмечает 12 июля.